# Rebel Extravaganza
Rebel Extravaganza er et album fra det norske black metal-band Satyricon, udgivet i 1999.
Det blev genudgivet i 2006 af Nuclear Blast som "Deluxe Edition" med Intermezzo II som bonus.

## Spor
1. "Tied in Bronze Chains" – 10:56
2. "Filthgrinder" – 6:39
3. "Rhapsody in Filth" – 1:38
4. "Havoc Vulture" – 6:45
5. "Prime Evil Renaissance" – 6:13
6. "Supersonic Journey" – 7:49
7. "End of Journey" – 2:18
8. "A Moment of Clarity" – 6:40
9. "Down South, Up North" – 1:13
10. "The Scorn Torrent" – 10:23
11. "I.N.R.I." [Deluxe Edition]
12. "Nemesis Divina (Clean Vision Mix)" [Deluxe Edition]
13. "Blessed From Below (Melancholy Oppression Longing)" [Deluxe Edition]